# Ragionamenti
Ragionamenti (italienisch; „Vernünftige Gespräche“, „Erörterungen“) ist der übliche Sammeltitel für Ragionamento della Nanna e della Antonia („Vernünftiges Gespräch der Nanna und der Antonia“; Venedig, 1534) und Dialogo nel quale la Nanna insegna a la Pippa („Zwiesprache, in der Nanna die Pippa unterrichtet“, Venedig oder Turin, 1536), zwei ursprünglich getrennt herausgegebene Texte Pietro Aretinos. Das bekannteste Werk Aretinos schildert in drastischen Worten die weibliche Lebenswelt im Italien der Renaissance und galt bis ins 18. Jahrhundert als Inbegriff freizügiger Literatur.
Der Titel der Textsammlung ist nicht eindeutig festgelegt, diese erschien auch anders benannt wie beispielsweise als Sei giornate („Sechs Tage“), Giovanni Aquilecchias kritische italienische Edition von 1969; auf Deutsch gängig sind Kurtisanengespräche oder nur Gespräche. Ein dritter Teil Ragionamento dello Zoppino fatto frate, e Lodovico, puttaniere, dove contiene la vita e la genealogia di tutte le cortigiane di Roma („Gespräch des Zoppino, Mönch, und des Lodovico, Hurenbock, über Leben und Herkunft aller Kurtisanen Roms“) dürfte nicht von Aretino stammen und ein Folgetext sein, der den Erfolg der Vorgänger ausnutzen sollte.

## Inhalt
Im Ragionamento della Nanna e della Antonia unterhalten sich Nanna und Antonia über die Zukunft von Nannas Tochter Pippa und wägen drei grundsätzliche Möglichkeiten einer Frau ab, ihr Leben zu gestalten: als Nonne, Gattin und Prostituierte. Nanna legt dies dar anhand ihrer eigenen Lebensgeschichte. Am ersten Tag erzählt sie, wie sie als Mädchen in ein Kloster gesteckt wurde, das sich als Ort der Ausschweifung und ihrer sexuellen Initiation entpuppte. Der zweite Tag gehört der Beschreibung von Nannas anschließender Verheiratung und Ehe; die Brutalität und Lieblosigkeit, die dort herrscht, verleitet die Frau unweigerlich und gerechterweise zur Untreue; der Ehemann wird am Ende getötet. Am dritten Tag beschreibt Nanna ihr Leben als Kurtisane in Rom, das bei weitem der klösterlichen Heuchelei und der ehelichen Tyrannei vorzuziehen sei. Antonias Analyse der dargestellten Lebenswelten ist folgende:

“Il mio parere è che tu faccia la tua Pippa puttana: perché la monica tradisce il suo consagramento; e la maritata assassina il santo matrimonio; ma la puttana non la attacca né al monistero né al marito: anzi fa come un soldato che è pagato per far male, e facendolo non si tiene che lo faccia, perché la sua bottega vende quello che ella ha a vendere; […] poi, secondo che per le tue parole comprendo, i vizi delle puttane son virtù. Oltra di questo, è bella cosa a essere chiamata signora fino dai signori, mangiando e vestendo sempre da signora, stando continuamente in feste e in nozze, come tu stessa, che hai detto tanto di loro, sai molto meglio di me; e importa il cavarsi ogni vogliuzza potendo favorire ciascuno: perché Roma sempre fu e sempre sarà, non vo' dir delle puttane per non me ne avere a confessare.”

„Ich bin der Meinung, du solltest deine Pippa Hure werden lassen, denn die Nonne verrät ihr heiliges Gelübde, und die Ehefrau gibt dem Sakrament der Ehe den Todesstoß; aber die Hure tut weder dem Kloster noch dem Ehemann was zuleide, sondern sie macht's wie ein Soldat, der dafür bezahlt wird, dass er Unheil anrichtet. Und wegen des Übels, das sie tut, kann man ihr keinen Vorwurf machen, denn in ihrem Laden wurde eben verkauft, was da ist. […] wenn ich dich recht verstanden habe, [sind] alle Laster an einer Hure als Tugenden zu betrachten. Außerdem ist es eine schöne Sache, sogar von gnädigen Herren als ‚gnädige Frau’ angeredet zu werden, immer wie eine Signora sich zu kleiden und zu essen und immer herrlich und in Freuden zu leben, wie du selber, die du mir so viel von ihnen erzählt hast, ja viel besser weißt als ich. Auch ist es nichts Geringes, jede Laune befriedigen und jeden, dem man wohlwill, begönnern zu können. Denn Rom war immer und wird immer sein …ich will nicht sagen die Hurenstadt, damit ich den Ausdruck nicht zu beichten nötig habe.“

Nachdem im Ragionamento Pippas künftiges Metier als Prostituierte festgelegt worden ist, unterrichtet im Dialogo nel quale la Nanna insegna a la Pippa Nanna ihre Tochter, mit welchen Listen und Künsten sie ihre Kunden und Liebhaber zu Großzügigkeit ihr gegenüber verleitet und hinter einer ehrbaren und eleganten Oberfläche die wahre Absicht ihres Handelns versteckt: Geld zu verdienen mittels der Kontrolle der Gefühle und Gewandtheit im Benehmen. Am nächsten Tag hört Pippa von Nanna zur eindringlichen Warnung vor sentimentalen Entgleisungen, welche Täuschungen umgekehrt die Männer anwenden, um die Frauen zu gewinnen und dann ihr Vertrauen zu missbrauchen. Das Crescendo immer empörenderer Anekdoten Nannas lässt Pippa vor Schmerz ohnmächtig werden. Am dritten und letzten Tag schließlich legen die Kupplerinnen Balia und Comare dar, wie Pippa ihren Unterhalt dereinst wird verdienen können, wenn sie, alt geworden, für die Männer an Reiz verloren hat.

## Moral und Ethik

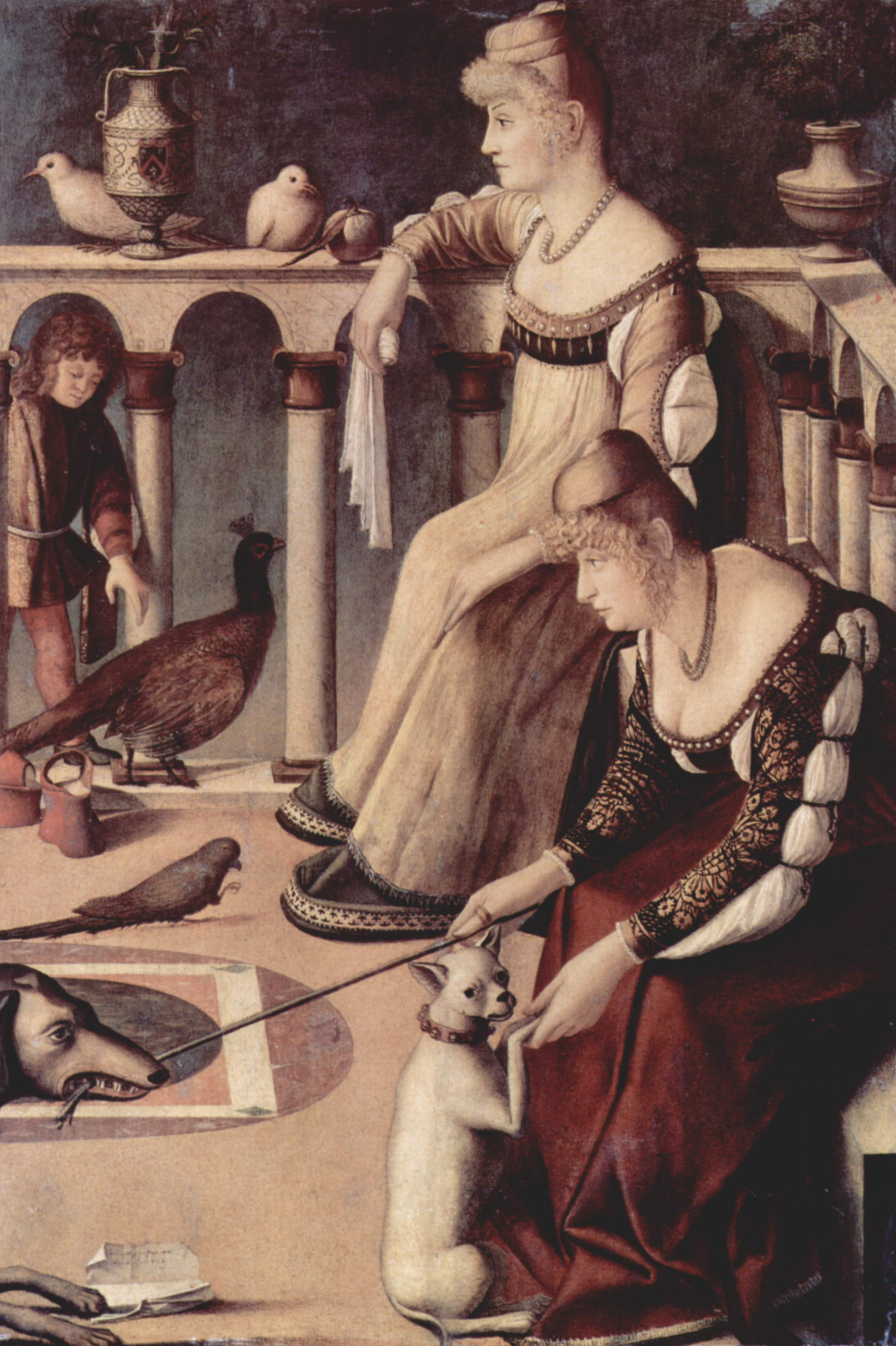
Vittore Carpaccio: Bildnis zweier reich gekleideter Frauen, um 1490. Die Identifizierung als Adelige oder als Kurtisanen ist umstritten.

Die Erzählungen, die durch die auftretenden Personen, Lokalisierung und Inhalt eng miteinander verbunden sind, folgen sich an zweimal drei Tagen unter dem Feigenbaum eines Weinbergs, auf den ersten Blick ein Locus amoenus und damit der idealtypische Ort eines philosophischen Dialogs; allerdings wird der literarische Topos durchbrochen, weicht die etwas verwilderte Umgebung doch von der üblichen Ordnung der Renaissancegärten ab, und die Feige erklärt sich im Zusammenhang mit dem Thema, das besprochen wird, als Metapher für das weibliche Geschlechtsteil. Die Protagonistinnen in Aretinos Ragionamenti widerspiegeln die sehr besonderen, an Zeit und Ort gebundenen Umstände, unter denen einige Prostituierte in der Blütezeit des Römer Kurtisanenwesens im 16. Jahrhundert Salonfähigkeit und Reichtum erlangen konnten.
Wie Niccolò Machiavellis Il Principe von 1513 relativiert der Text die Kultiviertheit und den Humanismus, die italienischen Höfen und italienischem Lebensstil zugeschrieben wurden, zugunsten einer wahrhaftigeren Sicht der Zustände und einer utilitaristischen Herangehensweise an die Anforderungen des Daseins. Die Sprecherinnen kommen in ihrer „Dreiständelehre der Frau“ (Nonne – Gattin – Prostituierte) zum Schluss, dass jeder weibliche Lebensweg in die eine oder andere Form der Käuflichkeit mündet und sich die Fähigkeiten und Begabungen einer Frau nur in einem Leben als Kurtisane ausreichend entfalten könnten, nur hier ergäbe sich für sie die Chance, wirklich am gesellschaftlichen Leben teilzunehmen. Wichtigste Voraussetzung für ein erfolgreiches Leben als Frau sei es aber, sich nicht in die Männer zu verlieben, um nicht von diesen betrogen und ausgenutzt zu werden. Die Analyse des menschlichen Gefühlsleben als Hin und Her zwischen Betrug und Selbstbetrug und das wirtschaftliche Verständnis der Sexualität zwischen Mann und Frau schaffen eine ethische Grundlage, die moralische Lehren  in völliger Umkehr des höfischen Ideals der Unentgeltlichkeit der Liebe beziehungsweise der platonischen Überwindung der Leidenschaften mit auf den Lebensweg gibt; ein Lebensweg, der auf diese Weise ehrbarer, richtiger und freier geführt werden könne, als es einer Nonne oder Ehefrau möglich sei.

## Literaturgeschichtliche Einordnung

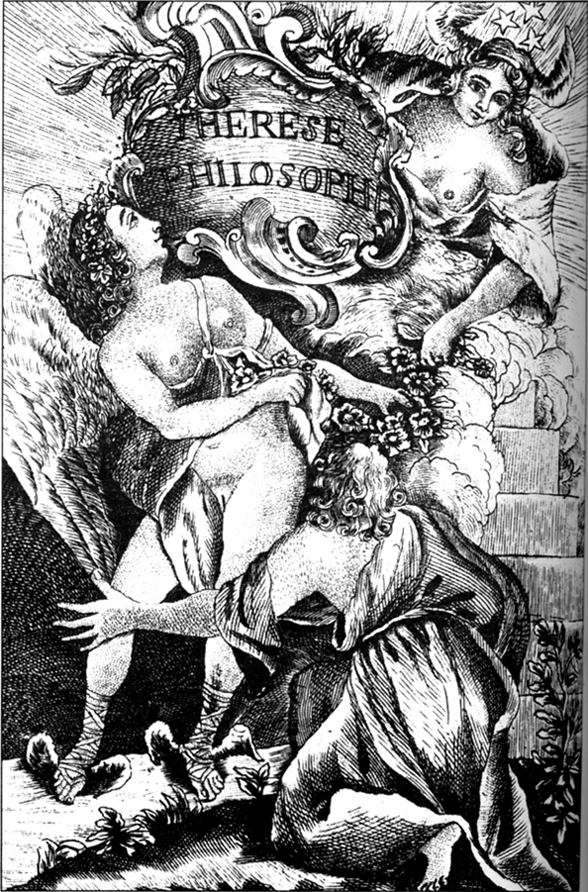
Titelbild zu Thérèse philosophe, 1748